# Великодня пальма

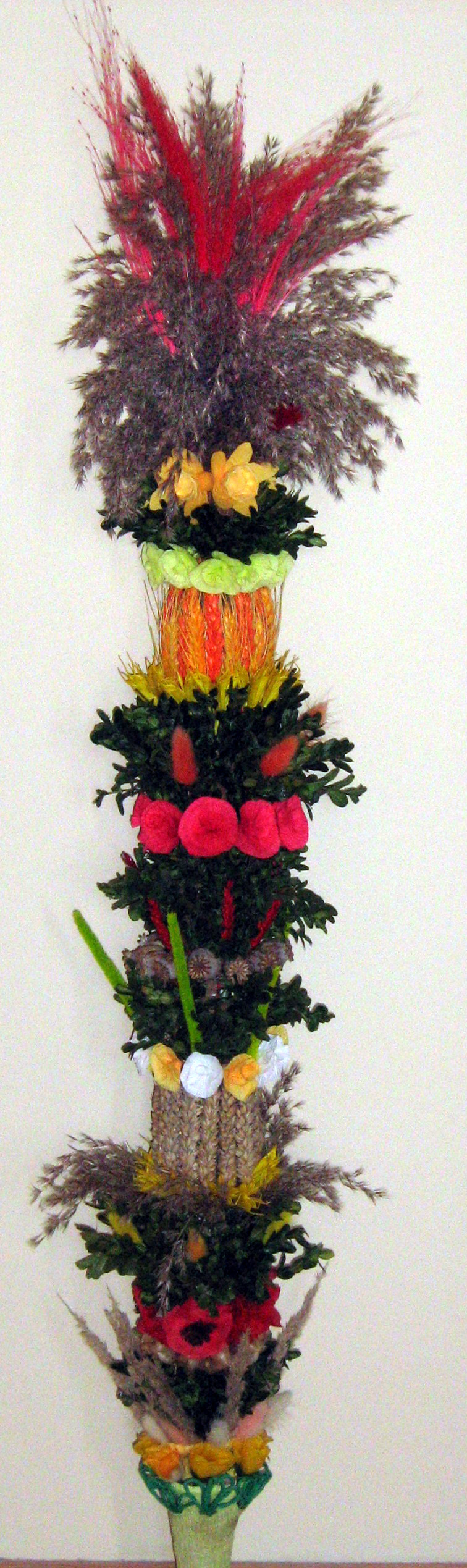
Великодня пальма

Великодня пальма — гілочка пальми або верби, або в'язанка живих і висушених рослин, приготовлених до Великодня на честь в'їзду Ісуса у Єрусалим i посвячується під час святкування Вербної неділі.
Великодню пальму робиться з очерету, верби, трав, сушених і штучних квітів. Він містить самшит, ялівець і квіти — як живі, так і штучні .

## Історія
Перші процесії з великодніми пальмами відбулися в 4 столітті в Єрусалимі. Цей звичай розповсюдився на сході, а також у Іспанії і Галлії. З 5-го і 6-го століть ці процесії перейнялись і Західною Церквою, а сам звичай благословення зелених гілок, тобто великодніх пальм, був введений в літургію Вербної неділі в 11-му столітті. У Польщі початки свячення великодніх пальм сягають 11 століття.
У Велику Суботу пальми спалюються, а попіл використовується наступного року, коли священик у Попільну середу позначає вірним голови попелом.
Великодня пальма робиться з вербових гілок, тому що верба — це дерево, яке навесні найперше пробуджується до життя, а в символіці Церкви є ознакою воскресіння і безсмертя душі.

## Польські регіональні традиції

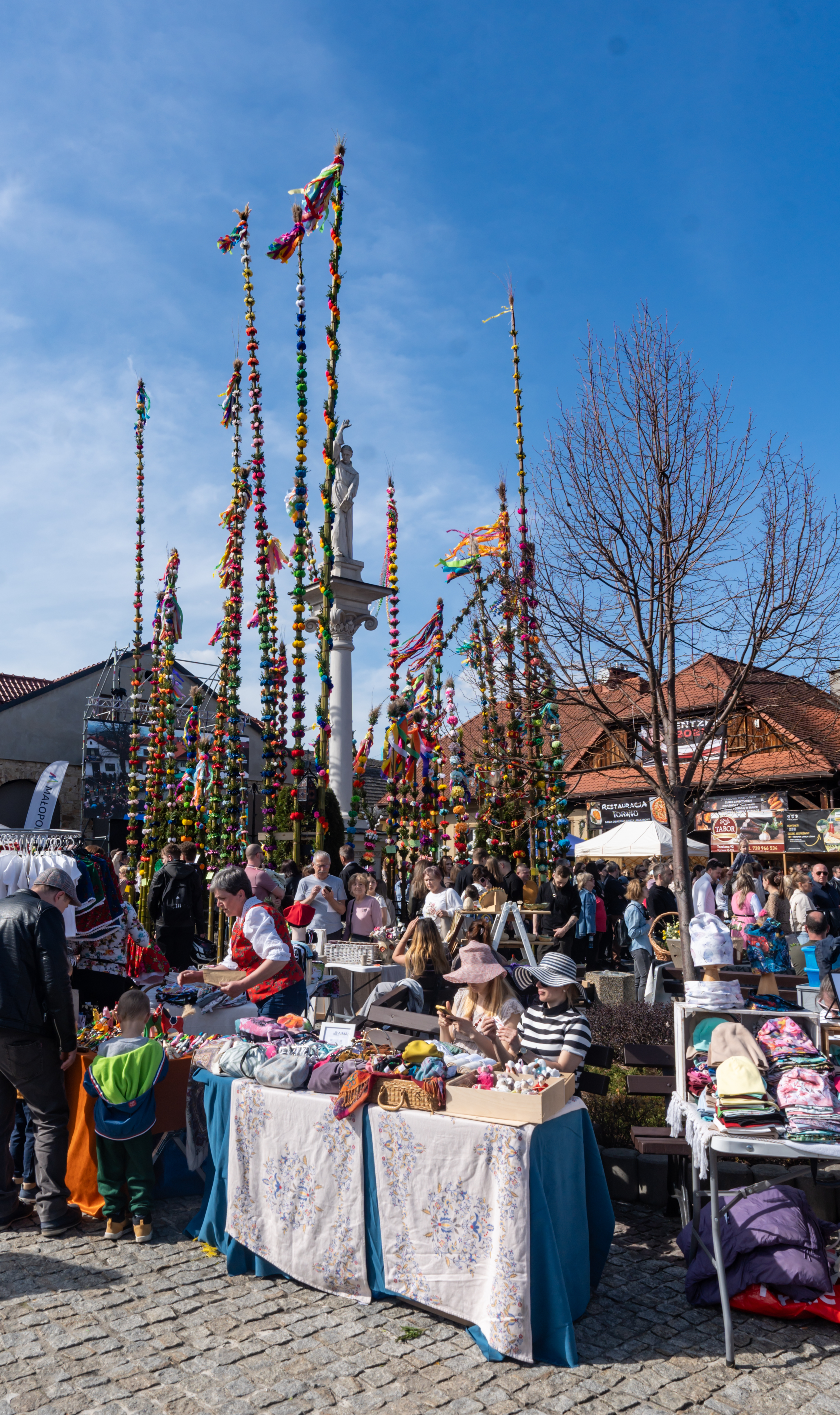
Конкуренція за найбільшу великодню пальму в Ліпниці-Мурованій в Польщі

Залежно від регіону, Великодні пальми відрізняються за зовнішнім виглядом і технікою виконання. Вільнюські пальми зберегли свою неповторність.
Курпська пальма утворюється зі стовбура зрізаного дерева (ялиці або ялини), переплетена по всій довжині плауном, вересом, чорницею, прикрашеною квітками із гофрованого паперу і стрічок. Вершина деревця залишається зеленою. Традиція приготування пальм особливо збереглася в регіоні Курпі в Лисе в парафіях Гміни Збуйної. З 60-х років 20-го століття щорічно на Вербній неділі проводиться конкурс на найдовшу Великодню пальму.
Гуральська пальма, пальма підгаланська зроблена з пучка прутів верби (основа), іви, ліщини, а також ялівця і самшиту. Ці пальми зустрічаються під час процесій в Буковіні-Татшанській, Ліпниці-Мурованій, Токарні і Рабці. У Ліпниці і Рабці щорічно проводяться конкурси на найдовшу і найкрасивішу пальму. Конкурс пальм в Ліпниці проводиться з 1958 року.
Вільнюська пальма створюється з паперу, трав та гілок верби, характерна для околиць Вільнюса. Кольорові та декоративні Вільнюські пальми виготовляються з 50 видів сухих польових, лісових і садових квітів, зібраних у різні пори року для отримання правильних кольорів. Традиційні вільнюські пальми плетені на сухих дерев'яних палицях на одній стороні або навколо з пофарбованою або натуральною туєю, м'ятою, деревієм, звіробєм, тимофіївом, wrotycz, піском мат. Вершечок з 11 видів трав. Пальма Вільно використовує колосся збіжжя та вівса. Вільнюська пальма плететься на ярмарку Казюки у Вільнюсі.